# 每個和我睡過的人，1963–1995
《每個和我睡過的人，1963–1995》（Everyone I Have Ever Slept With 1963–1995）又名《帳幕》，是英國藝術家翠西·艾敏於1995年創造的作品。艾敏把曾經與她發生性關係或僅僅同床的人的名字貼在帳幕內。這藝術品被認為是艾敏最具標誌性和爭議性的作品，然而此作於2004年的火警中化為灰燼，艾敏本人拒絕複製此作，使得該作消失。

## 背景
艾敏稱《每個和我睡過的人，1963–1995》為《帳幕》或《我的帳幕》，並形容它是除《我的床》以外「具開創性的作品」。這藝術品是一個帳篷，內裏貼有102個與艾敏「睡過」的人的名字。分析指「睡過」是委婉語，即她的性伴及「一堆與她有過肉體關係的人」。艾敏解釋「睡過」這詞有更深層的意義：一些陪同她睡覺的人，例如其祖母。她說：「你不會與你不喜歡或不關心你的人做這些事」。
而事實上，這102個名字包括了艾敏的家人、朋友、酒伴、愛人和兩個因墮胎而死的子女。帳幕內還有一些著名的名字，比如藝術家及詩人比利·查理斯，他是艾敏的前男友。為紀念和感謝陪伴過她的人，艾敏在帳篷的地面還貼有「那些陪過我，一直在陪我的人，我是不會忘記」（With myself, always myself, never forgetting）的字樣。
《帳幕》能得以展出還有賴艾敏身邊的人。1995年，她委託了男友卡爾·費文的藝術家友人達米恩·赫斯特展出其作品。最終，赫斯特決定把這作品擺放在南倫敦美術館。然而，這次的展出並未能令該作成名。直至2001年，藝術收藏家查爾斯·薩奇收購其作，才令此作廣為人知。

### 毀於大火
《帳幕》隨後在倫敦的蒙瑪特展廊。2004年5月24日晚上，展廊發生大火，把這兒過百件展品燒毀，其中包括艾敏的《帳幕》。這事引起了媒體的關注，《太陽報》和《每日郵報》呼籲艾敏等藝術家重新製作被破壞的作品。然而，艾敏對其作被毀一事表現冷淡，並明言不會複製此作：「這作是我在10年前想出來的，現在我已欠缺靈感......我的作品是相當個人化的，我不能再作一個新的」。